# 特命おばさん検事! 花村絢乃の事件ファイル
『特命おばさん検事! 花村絢乃の事件ファイル』（とくめいおばさんけんじ! はなむらあやののじけんファイル）は、2012年から2019年までテレビ東京・BSジャパン共同制作で放送されたテレビドラマシリーズ。全6回。主演は麻生祐未。
放送枠は「水曜ミステリー9（第2期）」（第1作 - 第4作）、「水曜エンタ・水曜ミステリー9」（第5作）。

## 登場人物

### 東京地方検察庁

#### 刑事一部
花村絢乃
演 - 麻生祐未（幼少期：畠山彩奈〈第3作〉）
検事。バツイチ。借金を抱えた夫が別の女と駆け落ちしたことが原因で半年前に離婚し、娘を連れて実家へ住む。パート働きで暮らしていた時に父が癌で亡くなり、遺言状により検事に。3年間大学の法律学の准教授を務めていた過去があるが、マンションの頭金代わりにバイト代わりに父の仕事を手伝う感覚であった。司法試験を受けていない。有沢を落ちこぼれと思い込んでいて、宇治谷らの心配の種である。
第6作は主任に昇格している。
宇治谷巌
演 - 温水洋一
ベテラン事務官。須田より絢乃担当として押し付けられてしまい、当初は彼女のペースに呆れ気味だったが今は絢乃が昼食の弁当を作ってくれている。
渡部守
演 - 敦士
検事。今年入ったばかり。絢乃の仕事を手伝うことに。
浅井法子
演 - 山田麻衣子（第1作 - 第5作）
検事。発想の古さを絢乃に指摘される。病気のため退官した友野公一を尊敬していた。認知症を患った祖母が受けた園芸療法のホームページを見ていたことを絢乃が知り、友野公一に園芸療法をすることに協力することになる（第2作）。
岸川俊一
演 - 中山優馬（第6作）
横浜地検から異動してきた新任検事。東京大学在学中に司法試験を突破したエリート。両親は大きな弁護士事務所を経営している。
宇治谷が番組冒頭でギックリ腰になったため、宇治谷の代わりに絢乃のおもり役になる（第6作）。
浅田あつ美
演 - 石原あつ美（第6作）
検事。須田の腰巾着。カップラーメンが好き。
須田武彦
演 - 正名僕蔵
部長。特捜部長への昇進を岡田に時期尚早を理由に反対されたり、息子は新司法試験に全て落ちたりした事から検事として素人の絢乃を目の敵にし、早急に辞職に追い込むように画策し、評価を下げそうな担当事件を押し付ける事に。ただ絢乃のことは一応認めているようで、主任になるよう推薦していた（第6作）。
1年前に起きた資産家老女殺害事件を担当し病気のため退官することになった友野公一より手帳を預かることになり、岡田検事正に事件の引き継ぎを希望したが受け入れられず絢乃が事件の引き継ぎを担当することになる（第2作）。

#### 特捜部
有沢達郎
演 - 原田龍二
検事。37歳。アメリカでFBIと連邦検事局で研修を受けた超エリート。検事総長も夢ではないと言われる逸材。
異例の検事登用である絢乃の洞察力に対して興味を持ち、エリートを隠して遠回しにアドバイスする事に。検察の原点を忘れないために、直告受理室によく出入りする。
1年前に堀田高志のインサイダー取引を捜査していた。その事件での堀田高志のアリバイが同じ時期に起きた資産家老女殺害事件の関係者のアリバイに絡んでいたため絢乃を利用しようとしたが、逆に事件を自ら捜査する検察のあり方に気づく（第2作）。
鬼頭英二
演 - 今井朋彦（第3作 - 第5作）
部長。
高杉真治
演 - 須田邦裕（第1作・第2作）
検事。有沢の部下。
坂本直弘
演 - 井田國彦（第1作・第2作）
検事。有沢の部下。
桂五郎
演 - 緒武（第3作）
検事。有沢の部下。
木戸孝弘
演 - 高杉瑞穂（第4作）
検事。有沢の部下。
西郷
演 - 加瀬信行（第1作・第2作・第4作・第5作）
検事。有沢の部下。
有沢の部下
演 - 金子裕（第4作）、志村東吾（第5作）、柴浩二（第5作）、鈴木秀人（第6作）、中村僚志（第6作）

#### 幹部
岡田幸喜
演 - 高橋英樹
検事正。亡くなった絢乃の父・雄一郎とは学生時代からの付き合いで、遺言から絢乃を託され、検察庁法を適用し検事へ特別に任用する。
絢乃からは「おじちゃま」と呼ばれている。

### 花村家
花村真理
演 - 疋田英美（第1作・第2作）、由月杏奈（第3作 - 第5作）、井頭愛海（第6作）
絢乃の娘。今の裁判官や検事は世間知らずが多いと思っていて、母が検事になる事に好意的。両親の復縁を願っている。
加賀哲夫
演 - 井上純一（第1作）
絢乃の元夫。友人の保証人による借金4000万（現在は2000万近くまで減っている）と、会社の若い同僚と駆け落ちが原因で離婚。現在はハーブショップの雇われ店長をしている。借金返済と自分の店を持つ事を復縁のきっかけにしようと考えている。経理が苦手。
花村雄一郎
演 - 西岡德馬（特別出演・第3作）
絢乃の亡父。元判事。

### その他
三田村雄二
演 - 佐野瑞樹（第2作・第3作）
警視庁鑑識課員。

### ゲスト
第1作「10億の土地がたった500万円！危ないサギ連続殺人裏手口！バツイチ子連れ検事の怒りが暴く巨悪の（秘）帳簿」（2012年）
- 戸田ツトム（暴走族） - 野澤祐樹（第5作に回想で出演）
- 金井明子（金井の母・平聖大病院 入院患者） - 内田春菊（第5作・第6作に回想で出演）
- 戸田由美（ツトムの妻） - 若尾夏希
- 中村倫子（民自党代議士） - 沢田亜矢子
- 今野保志（倫子の私設秘書） - 渡浩行
- 野本絹江（野本の妻） - 福井裕子
- 金井浩二（暴力団準構成員） - 小澤雄太
- 野本俊夫（野本不動産 社長） - 加納健次
- 加藤睦夫（野本に土地を取られた被害者） - 名取幸政
- 飲酒運転した男 - 加藤満
- ヤクザ - 麻倉じゅん
- 大山孝蔵（民自党代議士） - 若林豪

第2作「10歳の息子の叫び！父さんは殺人犯じゃない！2つの未解決事件と消えた記憶…99%の嫌疑は晴らせるか!?」（2014年）
- 友野光子（友野の妻） - 山本道子
- 田辺翔太（田辺の息子・杉並東小学校 4年生） - 佐藤詩音
- 森（警視庁杉並中央警察署 刑事） - 藤間宇宙
- 鈴木（警視庁杉並中央警察署 刑事） - 渡辺寛二
- 浅見武雄（志津の債務者） - 小池榮
- 友野公一（元東京地検検事・若年性アルツハイマー） - モロ師岡
- 田辺克弘（建設現場作業員・田辺部品製作所 元社長・志津殺害の容疑者） - 宍戸開
- コンビニ店員 - 中野英樹
- ワンチュウハン（ハッカー） - 圷真樹
- 小杉（杉原の秘書） - YOSHI
- 警官 - 中野マサアキ
- 児童養護施設「ひだまり園」職員 - 上杉二美
- 奥野義人（町工場の社長・志津の債務者） - 岡村洋一
- 荻原功夫（パンとケーキの店「永楽堂」元店主・志津の債務者） - 白石タダシ
- ホステス - 吉沢有紗
- 堀田高志（堀田ファンド 社長） - 村杉蝉之介
- 杉原信人（民自党代議士） - 山田明郷
- 香山謙介（スラッシュジャパン 社長） - 賀集利樹
- 柿沼志津（柿沼ファイナンス 元社長・1年前死亡） - 田島令子

第3作「示談金20万円が悪魔の1億円に変わった!?“主婦の財布”が暴く疑惑の交通事故！子連れ検事が巨悪を斬る」（2014年）
- 上田智子（上田の妻） - 遊井亮子
- 藤村浩一郎（藤村の息子） - 斉藤慶太
- 川崎陽子（川崎の妻・高島記念病院 入院患者） - 星野光代
- 大野清隆（成林医科大学病院 心臓外科 准教授） - 蟹江一平
- 大野隆司（清隆の父） - 草薙良一
- 佐野幸雄（高杉建設 経理部長） - 難波圭一
- 村川幸子（藤村の秘書） - 肘井美佳
- 掛井護（高校生） - 石田直也
- 上田和也（上田と智子の長男・中学生） - 橋本涼
- 上田達也（上田と智子の次男・小学生） - 山田日向
- 小学生 - 春日香音、阪本颯希
- 藤村至（民自党代議士） - 原田大二郎
- 宮川洋次（交番巡査） - 阪田マサノブ
- 川崎益次（藤村の運転手） - 相島一之
- 上田達男（接触事故の被害者） - 宮川一朗太

第4作「女子高校生痴漢事件と特捜が追う粉飾決算疑惑…交錯するふたつの事件の真相は…!?」（2015年）
- 安川みなみ（桜真学園高等学校 生徒） - 吉倉あおい
- 山村邦夫（大学生） - 馬場良馬
- みなみの同級生 - 岡本夏美
- みなみの同級生 - 大森つばさ
- 原口昭信（松田電機産業 社員） - 聡太郎
- 警視庁刑事 - 星野亘
- 安川絹代（みなみの母・安川の妻） - 水沢朋美
- 刑事 - 中村僚志
- 花村家の近所の主婦 - 佐藤恭子
- 成宮信子（成宮信子法律事務所 弁護士） - 石野真子
- 遺体の第一発見者 - 岡田吉弘
- 関東第一テレビのリポーター - 伊東大樹
- 堤将幸（立真大学 学生・みなみたちに痴漢の容疑者にされそうになる） - 五十嵐健人
- 警官 - 鏡憲二
- 種市浩一（冒頭でごみ出しした学生） - 藤田富（第5作に回想で出演）
- 成宮信子法律事務所の受付 - 舞山裕子（第5作・第6作に回想で出演）
- 成宮信子法律事務所の受付 - 天野麻菜
- 工藤久雄（工藤久雄探偵事務所の探偵） - 梨本謙次郎
- 松田貞行（松田電機産業 社長） - ベンガル
- 安川春樹（みなみの父・経済産業省局長） - 永島敏行

第5作「5億円横領犯が謎の自殺!?レンタルBOXが暴く巨額ウラ金ルート!!」（2017年）
- 平山真弓（柿本と恒子の娘・高級美容室「ヘアサロン ゴーズ」美容師） - 南沢奈央
- 宮崎直子（「ヘアサロン ゴーズ」美容師） - 黛英里佳
- 郷原大輔（慶子の息子・「ヘアサロン ゴーズ」店長） - 浅香航大
- 柿本忠司（三葉重工 元経理係長・5年前 5億円の横領犯で逮捕 → 獄中自殺） - 仁科貴
- 新貝次郎（民自党代議士） - 鶴田忍
- 加納美咲（直子の客・無職・元銀座のホステス） - 彩輝なお
- 三沢芳美（花村真理の大学の友達） - 大隣望鈴
- 岡島沙織（浦沢の秘書・5年前は三葉重工 経理） - 寒川綾奈
- 郷原慶子（「ヘアサロン ゴーズ」オーナー） - かとうかず子
- リポーター - 水木彩也子
- 警官 - 齋賀正和
- 芝原康之（三葉ビルサービス 出向社員・柿本の親友） - 松尾伴内
- 蜷川哲也（カフェのマスター） - 中村靖日
- 浦沢秀夫（三葉重工 専務） - 小木茂光
- 平山恒子（柿本の妻・介護ヘルパー） - 東ちづる

第6作（2019年）
- 池澤千晶（リサイクルショップ「エコロニッキ」社長） - 内山理名
- 小森卓也（リサイクルショップ「エコロニッキ」営業部長） - 吉見一豊
- 白岩隆司（白岩リサイクル商事 社長） - 千葉哲也
- 畠山美里（省吾の妻・千晶の親友・3年前病死） - 鉢嶺杏奈
- 畠山隼人（省吾と美里の息子） - 山城琉飛
- リポーター - 雨宮萌果
- 蓑田保（リサイクルショップ「エコロニッキ」店長） - 竹内一希
- 刑事 - 佐藤正浩
- 出前教室の生徒 - 立松玲奈
- 隼人の同級生 - 助川真聖、朝日出響也
- 前園貴仁（リサイクル・リユース企業「前園ホールディングス」会長） - 三浦浩一
- 押し買われた老人 - ビートきよし
- 畠山省吾（リサイクルショップ「エコロニッキ」従業員・半年前まで保険会社の事務員） - 長谷川朝晴
- 畠山茂子（省吾の母） - 赤座美代子
- 桑本浩輔（民政党 代議士） - 寺田農

## スタッフ
- 脚本 - 土屋六郎、深沢正樹
- 監督 - 中前勇児
- 撮影 - 矢崎勝人
- 照明 - 金子拓矢
- 撮影協力 - KTK、キーテック、川崎運送、NPO法人パートナーシップきさらづ、毎日新聞東京センター、相模原市商工会議所、さがみはらフィルムコミッション、相模原市都市整備公社けやき会館、やまなしフィルムコミッション
- 協力 - フジアール、映広、東通、ショウビズクリエーション
- チーフプロデューサー - 小川治（テレビ東京 / 第1作）、橋本かおり（テレビ東京 / 第2作 - 第4作）、中川順平（テレビ東京 / 第5作）
- プロデューサー - 岡部紳二（テレビ東京 / 第1作）、浅野太（テレビ東京 / 第2作 - ）、大川博史
- 制作 - テレビ東京、BSジャパン、Joker

## 放送日程
| 話数 | 放送日         | サブタイトル                                                                                         | 脚本              | 監督     |
| ---- | -------------- | --- | ----------------- | -------- |
| 1    | 2012年12月26日 | 10億の土地がたった500万円！危ないサギ連続殺人裏手口！ バツイチ子連れ検事の怒りが暴く巨悪の（秘）帳簿 | 土屋六郎          | 中前勇児 |
| 2    | 2014年02月05日 | 10歳の息子の叫び！父さんは殺人犯じゃない！ 2つの未解決事件と消えた記憶…99%の嫌疑は晴らせるか!?       | 土屋六郎          | 中前勇児 |
| 3    | 9月03日        | 示談金20万円が悪魔の1億円に変わった!? “主婦の財布”が暴く疑惑の交通事故！子連れ検事が巨悪を斬る       | 土屋六郎          | 中前勇児 |
| 4    | 2015年08月05日 | 女子高校生痴漢事件と特捜が追う粉飾決算疑惑…交錯するふたつの事件の真相は…!?                           | 土屋六郎          | 中前勇児 |
| 5    | 2017年01月11日 | 5億円横領犯が謎の自殺!?レンタルBOXが暴く巨額ウラ金ルート!!                                           | 土屋六郎 深沢正樹 | 中前勇児 |
| 6    | 2019年12月20日 | | 深沢正樹          | 中前勇児 |

## 遅れネット
- 山陰放送では2013年4月19日の13:55 - 15:50の放送枠で初放送された。